# 勝不驕
勝不驕（英語：Stoltz），是一匹曾在澳洲和香港出賽的已退役賽駒，來港後練馬師是呂健威。

## 簡介
週歲價為200,000澳元的「勝不驕」起初以澳洲為基地，由凌靄琛（Annabel Neasham）訓練，曾出賽9次，獲3冠2亞1季。其後，「勝不驕」被運來香港服役，加盟呂健威馬房。
2022年1月26日，「勝不驕」打開其在港的勝利之門。
2023年10月1日，潘頓策騎「勝不驕」勝出國際三級賽國慶盃。賽後，潘頓說道：「今場頭馬來得相對簡單，此賽參賽馬數目不多，形勢較為單純。我的坐騎甚具速度，牠經常可在賽事早段處於有利位置，關鍵只在於馬兒沿途能否跑得輕鬆順暢。跑至最後三百米時，在我前方的『精靈勇士』稍為移入，為我駒帶來一點干擾，但牠確具濃烈爭勝心，相反這個舉動更進一步激發牠奮力上前的意慾。當『順勢而飛』追近而牠聽到該駒的蹄聲時，牠更再次加速以保住勝果。這就是牠的個性，馬兒在陣上向來從不欺場。當此駒遇上激烈拼鬥的環境，牠總會全力以赴。呂健威訓練此駒相當出色，牠將來有望成為一匹佳駟。」
2024年10月1日，「勝不驕」力爭衛冕國慶盃的時候，潘頓因為對坐騎動作有疑慮，並擔心坐騎左前腿有不良於行迹象，因而被帶返亮相圈，小組及後着令該駒退出此賽，而「勝不驕」在2024年10月8日被驗出左前上肢出現應力性骨裂，並於2024年10月9日宣告退役，正式結束其競賽生涯。

## 同父馬
曾於香港服役出賽並曾勝出大賽的同父馬包括：
- 鷹雄：曾勝出G1 昆士蘭打吡（英语：Queensland Derby）（2016）、G2 馬會盃（2018）、G3 皇太后紀念盃（2017）、G3 一月盃（2018）

## 在港勝出賽事全紀錄
| 比賽日期   | 賽事名稱       | 賽事班次 | 賽道 | 賽事路程 | 比賽馬場   | 名次 | 完成時間 | 騎師 |
| ---------- | -------------- | -------- | ---- | -------- | ---------- | ---- | -------- | ---- |
| 26/01/2022 | 巴丙頓讓賽     | 第三班   | 草地 | 1000米   | 跑馬地馬場 | 1    | 0:55.85  | 潘頓 |
| 09/02/2022 | 柴灣角讓賽     | 第三班   | 草地 | 1000米   | 跑馬地馬場 | 1    | 0:56.92  | 潘頓 |
| 27/04/2022 | 昌明讓賽       | 第二班   | 草地 | 1000米   | 跑馬地馬場 | 1    | 0:56.37  | 潘頓 |
| 28/05/2023 | 翠河讓賽       | 第二班   | 草地 | 1000米   | 沙田馬場   | 1    | 0:56.07  | 潘頓 |
| 06/07/2023 | 香港公園讓賽   | 第二班   | 草地 | 1000米   | 跑馬地馬場 | 1    | 0:55.93  | 潘頓 |
| 01/10/2023 | 國慶盃（讓賽） | G3       | 草地 | 1000米   | 沙田馬場   | 1    | 0:55.91  | 潘頓 |

## 外部連結
- . 2023-10-01  [2023-10-01]. （原始内容存档于2024-01-07）.